# Bruce Watson
Pour les articles homonymes, voir Bruce Watson (homme politique) et Watson.
Bruce Watson est un guitariste écossais né le 11 mars 1961 à Timmins au Canada.
Il est membre du groupe de rock Big Country depuis sa création.

## Biographie
Il est la première recrue de Stuart Adamson quand ce dernier, après son départ du groupe The Skids, créé Big Country en 1981. Il reste dans le groupe jusqu'à sa séparation en 2000. Il participe à la première reformation, en 2007, sous la forme d'un trio, avec Tony Butler et Mark Brzezicki. Il est de nouveau membre de Big Country depuis la seconde reformation, en 2010, aux côtés de son fils, Jamie, également guitariste.
Depuis 2000, il publie plusieurs albums en solo ou en commun avec son fils sous le nom de Bruce & Jamie Watson. Associé avec le musicien américain Thomas Kercheval et Jamie, il sort un album intitulé Men of Steel en 2019 sous le nom de WKW (pour Watson, Kercheval, Watson).
Dans les années 2000, il est membre de deux autres formations : le groupe Casbah Club (en) avec Mark Brzezicki, Simon Townshend et l'ancien bassiste de The Jam, Bruce Foxton (en), sortant l'album Venustraphobia en 2006, et le groupe FourGoodMen, créé avec deux ex Simple Minds, Derek Forbes et Michael MacNeil, et le chanteur Ian Donaldson,.
Bruce et Jamie Watson rejoignent The Skids une première fois entre 2007 et 2010 pour une série de concerts, et depuis 2016, ils sont de nouveau membres du groupe avec qui ils sortent deux albums, Burning Cities en 2018 et Peaceful Times en 2019,.